# 三菱・6G7型エンジン
三菱・6G7型エンジンは、1986年6月から2021年8月まで三菱自動車工業が製造していたV型6気筒エンジンの系列の一つで、サイクロンV6の愛称が与えられている。
排気量は2.0 Lから3.8 Lまで5種類が存在し、鋳鉄製の頑丈なシリンダーブロックに（ニードルベアリングを用いた）ローラーロッカーアーム駆動のSOHC若しくはDOHCアルミ合金製ヘッドが組み合わされる。SOHCは当初はIN/EX各1バルブの12バルブで展開。1989年までのヘッドにはMCA-JETバルブが装備されていた。
2020年1月現在の時点において日本国外向け4代目パジェロ用の3.8 L 6G75型 (SOHC24バルブ・MIVEC仕様) のみが製造されていたが、2021年8月を以って4代目パジェロの生産終了と同時に当エンジンも製造終了となった。

## 6G71
1986年に6G72と共に登場したエンジン。高級サルーンのエンジンとしてスーパーチャージャーを搭載するなどの展開を見せたが、NAエンジンは非力さと鋳鉄製ブロックの重さがネックとなりDOHC化が行われる事もなく、92年以降はコンパクト・軽量設計の6A12に取って代わられた。
排気量
1998 cc
ボア
74.7 mm
ストローク
76.0 mm

### SOHC
エンジン形式
V型6気筒 SOHC 12バルブ (吸気1、排気1)
圧縮比
8.9:1
燃料装置
ECI-MULTI
最大出力
105 PS (77 kW) / 5,000rpm (1986 - 1989)、120 PS (88kW) / 5,500 rpm (1989 -)
最大トルク
16.1 kg⋅m (158 N⋅m; 116 lbf⋅ft)(158N·m) / 4,000 rpm (1986 - 1989)
17.5 kg⋅m (172 N⋅m; 127 lbf⋅ft) (171.6N·m) / 4,500 rpm (1989 -)
備考
1986 - 1989年の105 PSエンジンにはMCA-JETバルブ有り。89年以降はJETバルブを廃止し、ローラーロッカーアームを採用。

#### 搭載車種
- 1986 - 1992: 三菱・デボネアＶ
- 1986 - 1990: 三菱・ギャランΣ
- 1990 - 1992: 三菱・ディアマンテ
- 1990 - 1992: 三菱・シグマ

### SOHC・スーパーチャージャー
エンジン形式
V型6気筒 SOHC 12バルブ (吸気1、排気1) スーパーチャージャー
圧縮比
8.0:1
燃料装置
ECI-MULTI
最大出力
150 PS (110 kW) / 5,000 rpm
最大トルク
22.5 kg⋅m (221 N⋅m; 163 lbf⋅ft) / 3,000 rpm
備考
このエンジンはNAエンジンより2年先行してJETバルブを廃止し、ローラーロッカーアームを採用という仕様になっている。

#### 搭載車種
- 1987 - 1989 三菱・デボネアV スーパーサルーンエクストラ、スーパーサルーン、スーパーエクシード、アクアスキュータム

### SOHC・LPG
デボネアVのタクシー仕様車に搭載されたエンジン。
エンジン形式
V型6気筒 SOHC 12バルブ (吸気1、排気1)
燃料装置
LPG
備考
このエンジンもSCエンジン同様、NAエンジンより先行してJETバルブを廃止し、ローラーロッカーアームを採用という仕様になっている。

#### 搭載車種
- 1987 - 1992三菱・デボネアV

## 6G72
1986年に弟分の6G71と共に登場した6G72は排気量が一気に3.0 Lにボアアップされ、SOHC12バルブながらも余裕のあるパワーを発揮した。後にSOHCマルチバルブやDOHC24バルブ、DOHCツインターボなど次々に強化が行われ、90年代初頭の各メーカーのパワー戦争に三菱を代表する280 PSターボエンジンとして、NA・MIVECで200 PSを発揮した6A12と共に挑んでいった。
排気量
2972 cc
ボア
91.1 mm
ストローク
76.0 mm

### SOHC

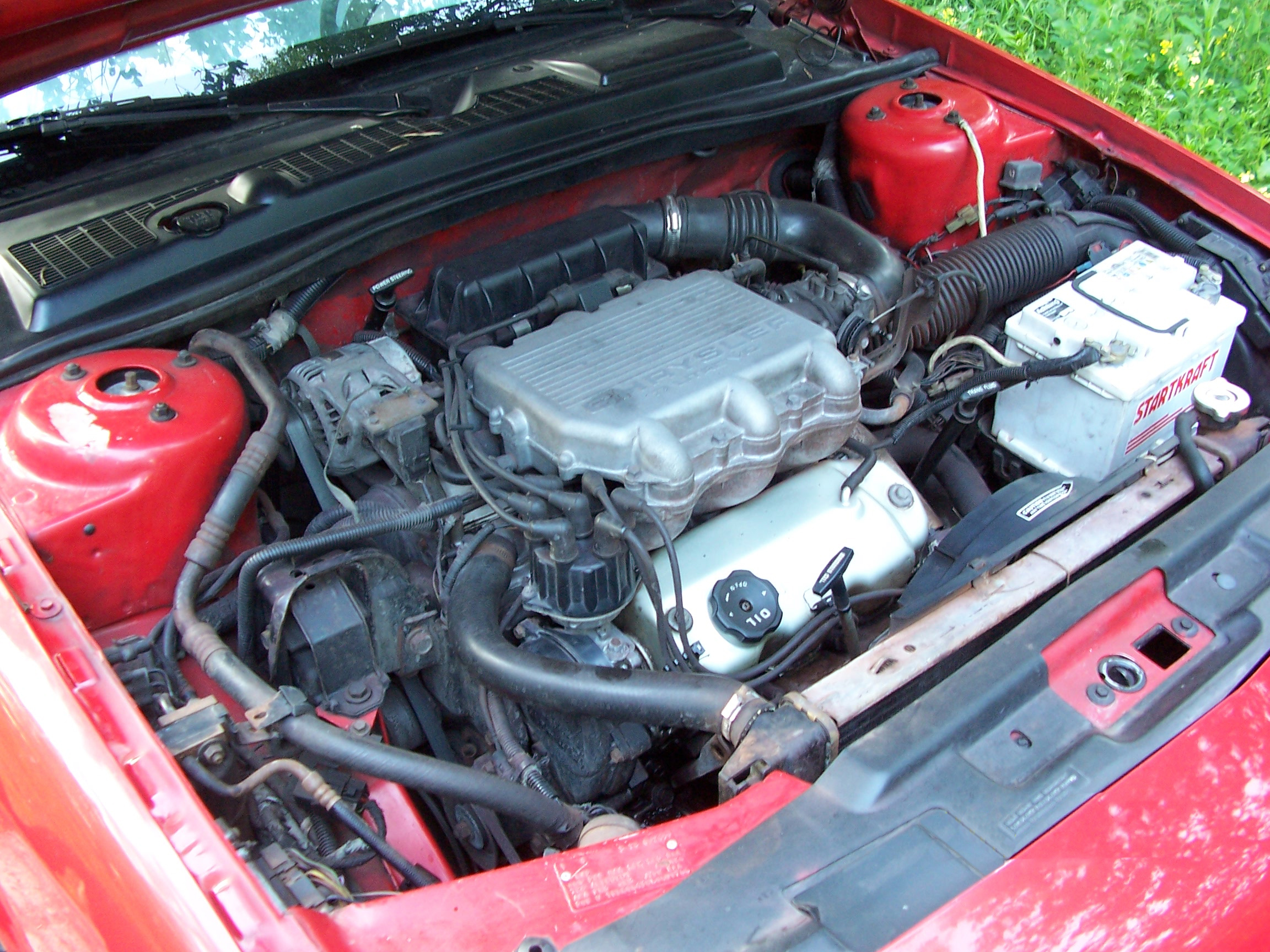
1990年式ダッジ・デイトナESの6G72 SOHCエンジン

最初に登場したエンジン。クライスラー向けに大量にOEM供給された。また、パジェロなどの4WD車にも搭載され、乗用車用とは異なるセッティングが成されていた。
エンジン形式
V型6気筒 SOHC 12バルブ (吸気1、排気1)
圧縮比
8.9:1、9.0:1 (パジェロ用1997-1999)
燃料装置
ECI-MULTI
最大出力
155 PS (114 kW) / 5,000 rpm (三菱仕様1986 - 1990)
165 PS (121 kW) / 5,400 rpm (三菱仕様1990-) 141 hp (105 kW) / 5,000 rpm (クライスラー仕様)
150 PS (110 kW) / 5,000 rpm (パジェロ用1988 - 1997)
185 PS (136 kW) / 5,500 rpm (パジェロ用1997 - 1999)
最大トルク
24.0 kg⋅m (235 N⋅m; 174 lbf⋅ft) / 4,000 rpm (三菱仕様1986 - 1990)
25.6 kg⋅m (251 N⋅m; 185 lbf⋅ft) / 3,200 rpm (三菱仕様1990 - 1992)
172 lb⋅ft (233 N⋅m) / 3,600 rpm (クライスラー仕様)
23.5 kg⋅m (230 N⋅m; 170 lbf⋅ft) / 2,500 rpm (パジェロ用1988 - 1997)
27.0 kg⋅m (265 N⋅m; 195 lbf⋅ft) / 4,500 rpm (パジェロ用1997  -1999)
備考
1986 - 1989年の155 PSエンジンにはMCA-JETバルブ有り。89年以降はJETバルブを廃止し、ローラーロッカーアームを採用。

#### 搭載車種
- 1986 - 1992: 三菱・デボネアＶ
- 1988 - 1999: 三菱・パジェロ 初代、2代目
- 1989 - 1990: 三菱・ギャランΣ デューク / 三菱・エテルナΣ デューク
- 1993 - 1997: 三菱・ディアマンテワゴン 初代

以下は海外専売車両
- 1989 - 1995: プリムス・アクレイム / ダッジ・スピリット
- 1987 - 2000: ダッジ・キャラバン / プリムス・ボイジャー
- 1990 - 1993: ダッジ・ラム50
- 1988 - 1989: ダッジ・ダイナスティ
- 1988 - 1990: ダッジ・レイダー
- 1987 - 1995: クライスラー・レバロン
- 1989 - 1991: クライスラー・TC_バイ・マセラティ
- 1988 - 1989: クライスラー・ニューヨーカー
- 1990 - 1993: ダッジ・デイトナ
- 1989 - 1994: ダッジ・シャドウ ES
- 1992 - 1994: プリムス・ダスター
- 1990 - 1998: ヒュンダイ・ソナタ
- 2001 - 2005: ダッジ・ストラトスクーペ / クライスラー・セブリングクーペ
- 1991 - 1996: 三菱・ベラーダ KR型・KS型 オーストラリア三菱製
- 1993 - 1996: 三菱・マグナ TR型・TS型 オーストラリア三菱製
- 1990 - 2006: 三菱・L200
- 1990 - 1996: 三菱・マイティマックス

### SOHC・マルチバルブ
1996年、オーストラリアにて三菱・マグナのエンジンとしてデビューし、日本には1997年にディアマンテワゴンと共に登場した仕様。1995年の6G73 SOHCエンジンをベースに、オーストラリア三菱主導で開発されたこのエンジンは、SOHCながらも二又のローラーロッカーアームで1気筒辺り4本のバルブを駆動、通常のMPI仕様が最大200 PS、北米販売モデルの「Mitsubishi Variable Induction Management」(MVIM) 仕様は210 PSを発揮する。国内では2代目パジェロ後期型から従来のSOHC12バルブエンジンに代わり、このエンジンが搭載されるようになった。
エンジン形式
V型6気筒 SOHC 24バルブ (吸気2、排気2)
圧縮比
9.0:1 (豪三菱仕様)
燃料装置
ECI-MULTI (豪三菱仕様) / MFI / MFI&MVIM
最大出力
200 PS (150 kW) / 5,500 rpm (豪三菱仕様)
210 hp (160 kW) / 5,500 rpm (MVIM仕様)
180 PS (130 kW) / 5,500 rpm (パジェロ用)
185 PS (136 kW) / 5,500 rpm (スペースギア用)
最大トルク
28.0 kg⋅m (275 N⋅m; 203 lbf⋅ft) / 4,500 rpm (豪三菱仕様)
278 N⋅m (205 lbf⋅ft) / 4,000 rpm (MVIM仕様)
27.0 kg⋅m (265 N⋅m; 195 lbf⋅ft) / 4,000 rpm (パジェロ用)
27.0 kg⋅m (265 N⋅m; 195 lbf⋅ft) / 4,500 rpm (スペースギア用)

#### 搭載車種
- 1994 -  2007: 三菱・デリカスペースギア
- 1995 - 2006: 三菱・パジェロ 二代目後期型 - 三代目
- 1996 - 2002: 三菱・マグナ/ベラーダ TE/KE型 - TJ/KJ型 オーストラリア三菱製
- 1997 - 2016: 三菱・チャレンジャー
- 1997 - 2001: 三菱・ディアマンテワゴン 2代目、オーストラリア三菱製
- 1999 - 2003: 三菱・ギャラン/レグナム/アスパイア ES/LS/GTZ 8代目、海外専売グレード。195馬力
- 2000 - 2005: 三菱・エクリプス GT/GTスパイダー 3代目
- 2000 - 2005: 三菱・エクリプス GTS/GTSスパイダー 3代目、MVIM仕様

### DOHC
1989年、デボネアVのマイナーチェンジと共に登場。アメリカンテイスト溢れる大排気量NAエンジンは特に北米市場で多大な支持を得た。高級サルーンであるディアマンテの主力エンジンでもあり、二代目ディアマンテに搭載されたエンジンはGTOのそれを上回る出力を発揮した。
エンジン形式
V型6気筒 DOHC 24バルブ (吸気2、排気2)
圧縮比
10.0:1
燃料装置
ECI-MULTI
最大出力
225 PS (165 kW) / 6,000 rpm (GTO)
210 PS (150 kW) / 6,000 rpm (デボネアV、シグマ、初代ディアマンテ)
230 PS (170 kW) / 6,000 rpm (二代目ディアマンテ)
最大トルク
28.0 kg⋅m (275 N⋅m; 203 lbf⋅ft) / 4,500 rpm (GTO)
27.5 kg⋅m (270 N⋅m; 199 lbf⋅ft) / 3,000 rpm (シグマ、初代ディアマンテ)
29.2 kg⋅m (286 N⋅m; 211 lbf⋅ft) / 5,000 rpm (2代目ディアマンテ)

#### 搭載車種
- 1989 - 1992: 三菱・デボネアV
- 1990 - 2001: 三菱・GTO SR
- 1990 - 1994: 三菱・シグマ
- 1990 - 1995: 三菱・ディアマンテ 初代
- 1991 - 1996: ダッジ・ステルス
- 1995 - 1997: 三菱・ディアマンテ30R 2代目

### DOHC・GDI
1997年の2代目ディアマンテマイナーチェンジ時に登場。当時の最新技術として一世を風靡したガソリン直噴エンジンであり、最高出力は240 PSを発揮した。しかし、カタログ数値の豪華さとは裏腹に、当時のガソリン直噴エンジンは希薄燃焼に伴う低回転でのドライバビリティの不安定さや、システムの未熟成に伴う故障の多発などが指摘されており、発展途上の段階であった。
エンジン形式
V型6気筒 DOHC 24バルブ (吸気2、排気2)
圧縮比
11.0:1
燃料装置
GDI 筒内直接噴射
最大出力
240 PS (180 kW) / 5,750 rpm
最大トルク
31.0 kg⋅m (304 N⋅m; 224 lbf⋅ft) / 3,500 rpm

#### 搭載車種
- 1997 - 2002: 三菱・ディアマンテ 2代目
- 三菱シャリオグランディス(ロイヤル系)

### DOHC・MIVEC
1995年に2代目ディアマンテと共に登場。FTOやミラージュで採用実績のある可変バルブ機構であるMIVECを組み合わせたもので、当時の三菱のNA技術の粋を集めたこのエンジンは最高出力270 PSと、ツインターボ仕様に迫る出力を発揮した。
エンジン形式
V型6気筒 DOHC 24バルブ (吸気2、排気2) MIVEC
圧縮比
10.0:1
燃料装置
ECI-MULTI
最大出力
270 PS (200 kW) / 7,000 rpm
最大トルク
30.7 kg⋅m (301 N⋅m; 222 lbf⋅ft) / 4,500 rpm

#### 搭載車種
- 1995 - 97 三菱・ディアマンテ30M、30M-SE、30Mデポルテ 2代目

### DOHC・ツインターボ
1990年、三菱・GTOと共に登場。インタークーラー付きのツインターボエンジンは当時の国内自主規制値上限の280 PS、北米仕様は320 PSを発揮。日本国内ではGTOの売り上げが車重の重さがネックとなり伸び悩んだ事もあり、日産・RB26DETTやVG30DETT、トヨタ・2JZ-GTE等の他社の強力なライバル、そして何よりも自社の三菱・ランサーエボリューションの三菱・4G63の陰に隠れがちで、極めて強力な性能を発揮するエンジンでありながらも、市場での存在感は今ひとつぱっとしないものであった。
2008年にロシアのコーチビルダーであるE-GO社がE-GO revoltなるスーパーカー計画を発表。GTOのプラットフォームをベースに開発され、搭載される6G72ツインターボエンジンは550 PSを発揮する予定であるという。
エンジン形式
V型6気筒 DOHC 24バルブ (吸気2、排気2)、インタークーラー付きツインターボ
圧縮比
8.0:1
燃料装置
ECI-MULTI
過給器
三菱重工業製TD-04×2
最大出力
280 PS (210 kW) / 6,000 rpm (日本)
239 kW (321 hp) / 6,000 rpm (北米)
最大トルク
42.5 kg⋅m (417 N⋅m; 307 lbf⋅ft) / 2,500 rpm (日本前期)
43.5 kg⋅m (427 N⋅m; 315 lbf⋅ft) / 2,500 rpm (日本後期)

#### 搭載車種
- 1990 - 2001: 三菱・GTO ツインターボ
- 1991 - 1996: ダッジ・ステルス VR-4

## 6G73

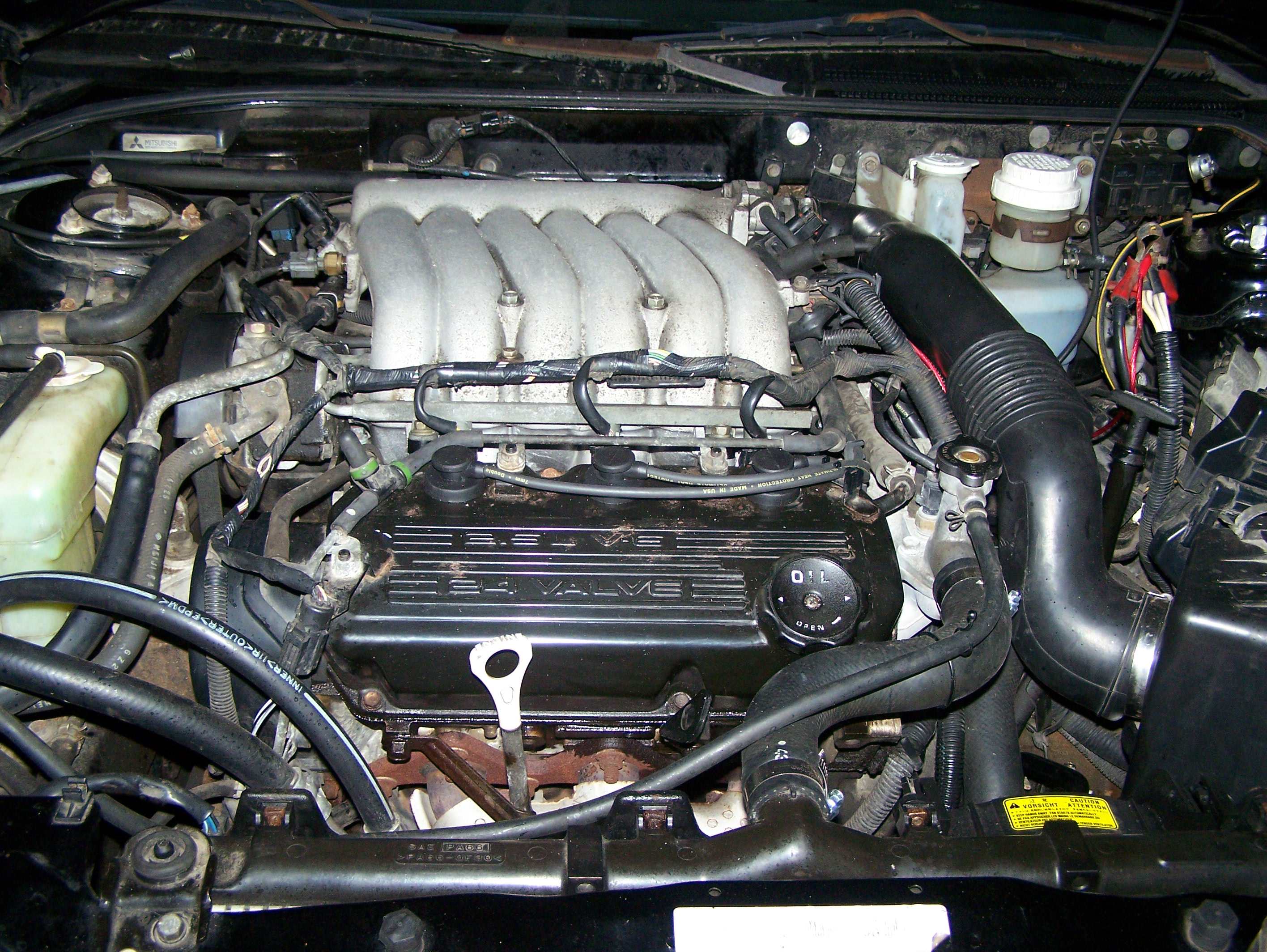
6G73 24バルブエンジン

6G73は1990年の初代ディアマンテと共に登場。6G72をベースに2.5 Lにボアダウンを行った仕様である。1995年からはSOHC24バルブ仕様も加わった。
排気量
2497 cc
ボア
83.5 mm
ストローク
76.0 mm

### SOHC・マルチバルブ・MVV
DOHC仕様が6G72を純粋にボアダウンしただけの仕様に対して、SOHC24バルブモデルは60度V6エンジンとして再設計が成されており、乾燥重量は155kg、やや低圧縮比の小型シリンダーヘッドでエンジンルーム内のスペース確保に貢献している。二又式のロッカーアームで四本のバルブを駆動し、ペントルーフ型のクロスフロー燃焼室を採用してスパークプラグのセンター配置と吸排気の乱流低減、MVVによる希薄燃焼を実現、排ガス低減を図っている。
インテークバルブ径は33 mm、エキゾーストバルブ径は29 mm、カムシャフトはタイミングベルト駆動である。後にオーストラリア三菱がこのエンジンを参考に、6G72エンジンのマルチバルブ化を独自に行っている。
エンジン形式
V型6気筒 SOHC 24バルブ (吸気2、排気2)
圧縮比
9.5:1
燃料装置
ECI-MULTI
最大出力
175 PS (129 kW) / 5,500 rpm
最大トルク
23.0 kg⋅m (226 N⋅m; 166 lbf⋅ft) / 4,500 rpm

#### 搭載車種
- 1995 - 1997: 三菱・ディアマンテ 2代目

以下は海外専売車両
- 1992 - 1996: 三菱・ギャラン 7代目の海外グレードにのみ設定。
- 1995 - 2000: クライスラー・セブリング
- 1995 - 2000: ダッジ・アベンジャー
- 1995 - 2000: クライスラー・シーラス
- 1995 - 2000: ダッジ・ストラトス

### DOHC
エンジン形式
V型6気筒 DOHC 24バルブ (吸気2、排気2)
圧縮比
10.0:1
燃料装置
ECI-MULTI
最大出力
175 PS (129 kW) / 6,000 rpm (初代)
200 PS (150 kW) / 6,000 rpm (二代目)
最大トルク
22.6 kg⋅m (222 N⋅m; 163 lbf⋅ft) / 4,500 rpm (初代)
24.5 kg⋅m (240 N⋅m; 177 lbf⋅ft) / 5,000 rpm (二代目)

#### 搭載車種
- 1990 - 1997 三菱・ディアマンテ 初代・2代目

### DOHC・GDI
1997年の二代目ディアマンテのマイナーチェンジで一旦姿を消した6G73が、1999年にGDI仕様となり復活。6A13に換装される2002年まで搭載された。
エンジン形式
V型6気筒 DOHC 24バルブ (吸気2、排気2)
圧縮比
10.5:1
燃料装置
GDI筒内直接噴射
最大出力
200 PS (150 kW) / 6,000 rpm
最大トルク
25.5 kg⋅m (250 N⋅m; 184 lbf⋅ft) / 3,500 rpm

#### 搭載車種
- 1999 - 2002: 三菱・ディアマンテ 2代目

## 6G74
6G74は1993年登場の3.5 Lエンジン。24バルブ構成のSOHC/DOHC/DOHC MIVECのいずれかのヘッドが組み合わされる。強力なエンジン出力を受け止める為、コネクションロッドは鋼鉄削り出しである。
排気量
3497 cc
ボア
93.0 mm
ストローク
85.8 mm

### SOHC・マルチバルブ
エンジン形式
V型6気筒 SOHC 24バルブ (吸気2、排気2)
圧縮比

燃料装置
ECI-MULTI
最大出力
155 kW (208 hp) / 5,250 rpm
163 kW (219 hp) / 5,250 rpm (Magna Sports & VR-X)
180 kW (240 hp) / 5,500 rpm (Magna Ralliart)
最大トルク
316 N⋅m (233 lbf⋅ft) / 4,000 rpm
317 N⋅m (234 lbf⋅ft) / 4,500 rpm (Magna Sports & VR-X)
333 N⋅m (246 lbf⋅ft) / 4,000 rpm (Magna Ralliart)

#### 搭載車種
- 1999 - 2005: 三菱・マグナ/ベラーダ TE/KE型 - TW/KW型 オーストラリア三菱製
- 2006 - 2013: 三菱・L200

### DOHC
エンジン形式
V型6気筒 DOHC 24バルブ (吸気2、排気2)
圧縮比
10.0:1 (2代目パジェロ)、
燃料装置
ECI-MULTI
最大出力
230 PS (170 kW) / 5,500 rpm
最大トルク
33.0 kg⋅m (324 N⋅m; 239 lbf⋅ft) / 3,000 rpm

#### 搭載車種
- 1993 - 97 三菱・パジェロ 2代目

### DOHC・GDI
エンジン形式
V型6気筒 DOHC 24バルブ (吸気2、排気2)
圧縮比
10.4:1
燃料装置
GDI筒内直接噴射
最大出力
245 PS (180 kW) / 5,500 rpm (2代目パジェロ)
220 PS (160 kW) / 5,500 rpm (3代目パジェロ)
最大トルク
35.0 kg⋅m (343 N⋅m; 253 lbf⋅ft) / 2,500 rpm (2代目パジェロ)
35.5 kg⋅m (348 N⋅m; 257 lbf⋅ft) / 3,750 rpm (3代目パジェロ)

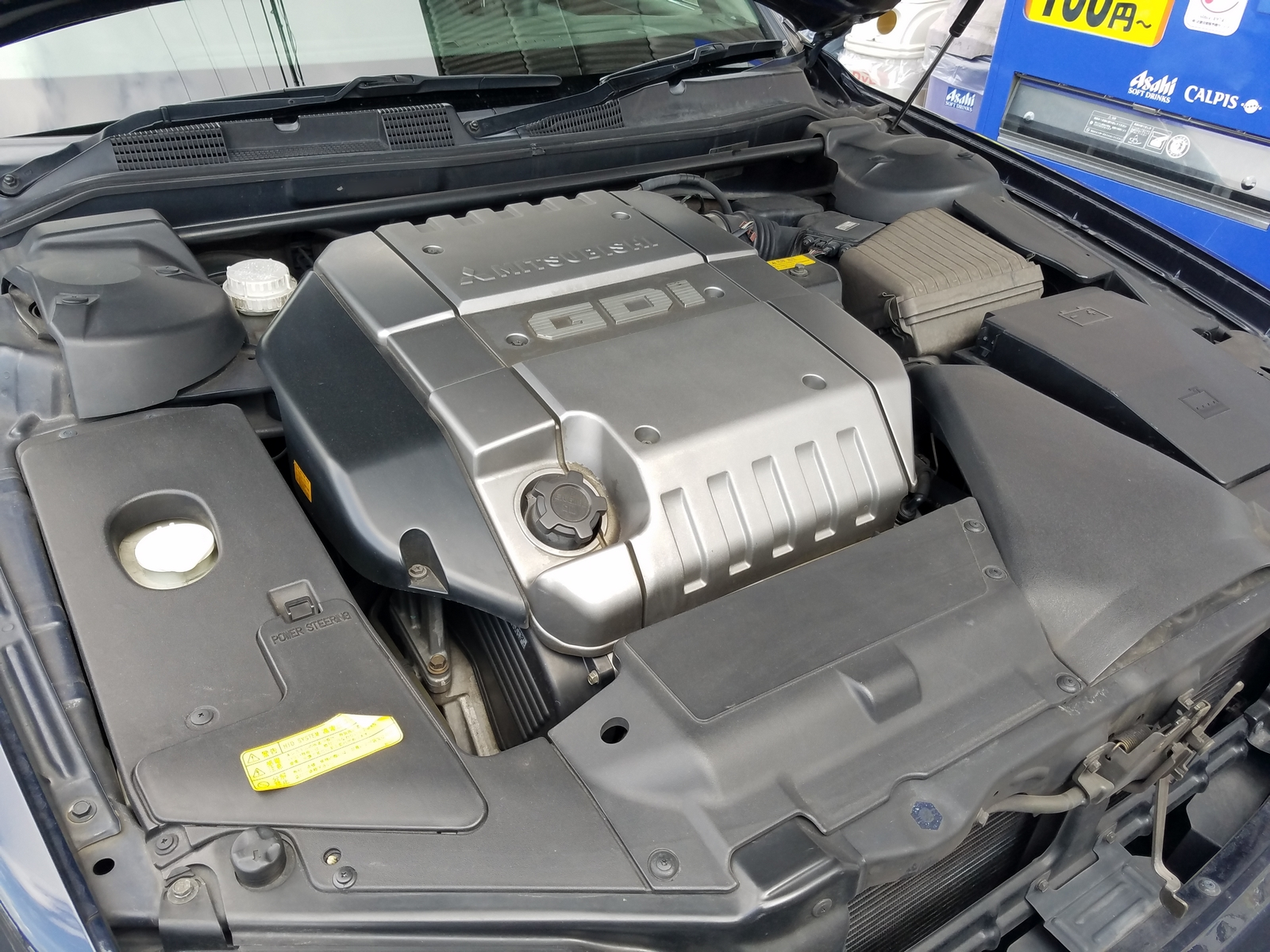
プラウディアに搭載された6G74 GDIエンジン

#### 搭載車種
- 1996 - 2001: 三菱・チャレンジャー
- 1997 - 2006: 三菱・パジェロ 2代目、3代目

### DOHC・MIVEC
1997年登場のパジェロエボリューションに搭載されたエンジン。大排気量の6G74にMIVECを採用したこのエンジンは、歴代でも最強クラスの280 PSを発揮。通常仕様とは比較にならないハイチューン仕様となっている。北米仕様のディアマンテにも搭載されたが、FFレイアウトという事もあり、若干大人しめな性格となっている。
エンジン形式
V型6気筒 DOHC 24バルブ (吸気2、排気2)
圧縮比
10.0:1
燃料装置
ECI-MULTI
最大出力
280 PS (210 kW) / 6,500 rpm (パジェロエボリューション)
194 kW (260 hp) / 6,000 rpm (ディアマンテ)
最大トルク
35.5 kg⋅m (348 N⋅m; 257 lbf⋅ft) / 3,000 rpm (パジェロエボリューション)
324 N⋅m (239 lbf⋅ft) / 4,500 rpm (ディアマンテ)

#### 搭載車種
- 1997 - 1999: 三菱・パジェロエボリューション
- 1997 - 2005: 三菱・ディアマンテ 2代目、北米専売グレード

## 6G75
6G75は2003年登場の3.8 Lエンジンで、当時は既に三菱製車両への4.5 L 8A80の搭載が終了していた為、事実上三菱の最大排気量エンジンとして現在に至っている。主に海外向け車両に搭載されている。強力なエンジン出力を受け止める為、コネクションロッドは鋼鉄削り出しである。
排気量
3828 cc
ボア
95.0 mm
ストローク
90.0 mm

### SOHC・マルチバルブ
エンジン形式
V型6気筒 SOHC 24バルブ (吸気2、排気2)
圧縮比

燃料装置
ECI-MULTI
最大出力
160 kW (210 hp) improved to 225 hp (168 kW) in 2004
263 hp (196 kW) (エクリプス)
235 hp (175 kW) / 5,250 rpm (380)
最大トルク
250 lb⋅ft (340 N⋅m)
343 N⋅m (253 lbf⋅ft) / 4,000 rpm (380)

#### 搭載車種
- 2003 - 2006: 三菱・パジェロ 3代目、北米専売グレード、国内向は2005 - 2006
- 2004 - 2012: 三菱・エンデバー 北米専売
- 2006 - 2012: 三菱・エクリプス GT/GTスパイダー 4代目、北米専売
- 2005 - 2008: 三菱・380 オーストラリア三菱製

### DOHC
エンジン形式
V型6気筒 DOHC 24バルブ (吸気2、排気2)
燃料装置
ECI-MULTI
最大出力
235 PS
最大トルク

#### 搭載車種
- 2004 - 2010: 三菱・ギャラン 9代目、北米専売

### SOHC・MIVEC
エンジン形式
V型6気筒 SOHC 24バルブ (吸気2、排気2) MIVEC
燃料装置
ECI-MULTI
最大出力
184 kW (247 hp)
258 hp (192 kW) (ギャラン Ralliart version)

#### 搭載車種
- 2006 - 2021: 三菱・パジェロ 4代目、国内向は2012年まで
- 2008 - 2010: 三菱・ギャラン Ralliart version 9代目、北米専売